# Чемпионат Дании по кёрлингу среди смешанных пар 2025
Чемпионат Дании по кёрлингу среди смешанных пар 2025 проводился с 7 по 9 февраля 2024 года в городе Гентофте.
Команда-победитель получала право до следующего чемпионата представлять Данию как смешанная парная сборная на международной арене, в т.ч. на чемпионате мира 2025.
В чемпионате принимали участие 10 команд.
Победителями чемпионата стала команда Ясмин Ландер / Хенрик Хольтерман (пара стала чемпионами Дании в 3-й раз и 3-й раз подряд), победившая в финале команду Натали Викстен / Каспер Викстен. Бронзовые медали завоевала команда Katrine Schmidt / Jacob Schmidt.

## Формат соревнований
На первом, групповом этапе команды, разделившись на две группы (A, B) по 5 команд, играют между собой по круговой системе в один круг. Команды в группе ранжируются по количеству побед; при равенстве количества побед они ранжируются по результатам матчей между этими командами, при равенстве и этого показателя — ранжируются по среднему значению результатов тестовых бросков в дом (англ. Draw Shot Challenge, DSC, в сантиметрах, команда с меньшей суммой становится выше).
Четыре лучшие команды (по две из каждой группы) выходят во второй этап, плей-офф, где играют по олимпийской системе: полуфиналы (A-1 играет с B-2, а B-1 с A-2), матч за 3-е место и финал.
Все матчи проводятся в 8 эндов. Время начала матчей указано местное (UTC+1).

## Составы команд
| Команда                 | Женщина          | Мужчина           | Город              |
| ----------------------- | ---------------- | ----------------- | ------------------ |
| Vilandt / Jensen        | Ninne Vilandt    | Nikki Jensen      | Торнбю / Видовре   |
| Викстен / Викстен       | Натали Викстен   | Каспер Викстен    | Торнбю             |
| Jensen / Berger         | Mona Jensen      | Morten Berger     | Видовре            |
| Jurlander / Jurlander   | ?                | ?                 | Видовре            |
| Квист / Qvist           | Габриэлла Квист  | Alexander Qvist   | Гентофте / Видовре |
| Nielsen / Jackholm      | ?                | ?                 | ACK                |
| Rasmussen / Goldbeck    | ?                | ?                 | Торнбю / Гентофте  |
| Хольтерман / Хольтерман | Ясмин Хольтерман | Хенрик Хольтерман | Видовре            |
| Schack / Туне           | Signe Schack     | Тобиас Туне       | Гентофте           |
| Schmidt / Schmidt       | Katrine Schmidt  | Jacob Schmidt     | Видовре / Гентофте |

## Групповой этап
Группа A
|    | Команда                 | A1   | A2   | A3   | A4   | A5   | В | П | В—П | DSC, см | Место |
| -- | ----------------------- | ---- | ---- | ---- | ---- | ---- | - | - | --- | ------- | ----- |
| A1 | Vilandt / Jensen        | *    | 9:2  | 14:1 | 6:5  | 2:7  | 3 | 1 | 1—1 | 72,06   | 3     |
| A2 | Викстен / Викстен       | 2:9  | *    | 11:0 | 11:3 | 11:9 | 3 | 1 | 1—1 | 23,76   | 1     |
| A3 | Jensen / Berger         | 1:14 | 0:11 | *    | 2:10 | 1:8  | 0 | 4 | —   | 63,13   | 5     |
| A4 | Jurlander / Jurlander   | 5:6  | 3:11 | 10:2 | *    | 2:8  | 1 | 3 | —   | 87,31   | 4     |
| A5 | Хольтерман / Хольтерман | 7:2  | 9:11 | 8:1  | 8:2  | *    | 3 | 1 | 1—1 | 36,57   | 2     |

Группа B
|    | Команда              | B1   | B2   | B3   | B4   | B5   | В | П | В—П | DSC, см | Место |
| -- | -------------------- | ---- | ---- | ---- | ---- | ---- | - | - | --- | ------- | ----- |
| B1 | Квист / Qvist        | *    | 12:3 | 7:5  | 8:4  | 5:7  | 3 | 1 | 1—1 | 87,83   | 2     |
| B2 | Nielsen / Jackholm   | 3:12 | *    | 2:9  | 6:10 | 2:11 | 0 | 4 | —   | 98,66   | 5     |
| B3 | Rasmussen / Goldbeck | 5:7  | 9:2  | *    | 3:9  | 4:10 | 1 | 3 | —   | 70,50   | 4     |
| B4 | Schack / Туне        | 4:8  | 10:6 | 9:3  | *    | 9:7  | 3 | 1 | 1—1 | 93,89   | 3     |
| B5 | Schmidt / Schmidt    | 7:5  | 11:2 | 10:4 | 7:9  | *    | 3 | 1 | 1—1 | 31,70   | 1     |

     команды, выходящие в плей-офф

## Плей-офф
|  | Полуфиналы | Полуфиналы              | Полуфиналы              | Полуфиналы              | Полуфиналы              | Полуфиналы              | Полуфиналы              | Полуфиналы              | Полуфиналы              | Полуфиналы |                   |                   | Финал                   | Финал                   | Финал                   | Финал                   | Финал                   | Финал                   | Финал                   | Финал                   | Финал                   | Финал |
|  |            |                         |                         |                         |                         |                         |                         |                         |                         |            |                   |                   |                         |                         |                         |                         |                         |                         |                         |                         |                         |       |
|  | A-1        | Викстен / Викстен       | Викстен / Викстен       | Викстен / Викстен       | Викстен / Викстен       | Викстен / Викстен       | Викстен / Викстен       | Викстен / Викстен       | Викстен / Викстен       | 9          |                   |                   |                         |                         |                         |                         |                         |                         |                         |                         |                         |       |
|  | A-1        | Викстен / Викстен       | Викстен / Викстен       | Викстен / Викстен       | Викстен / Викстен       | Викстен / Викстен       | Викстен / Викстен       | Викстен / Викстен       | Викстен / Викстен       | 9          |                   |                   |                         |                         |                         |                         |                         |                         |                         |                         |                         |       |
|  | B-2        | Квист / Qvist           | Квист / Qvist           | Квист / Qvist           | Квист / Qvist           | Квист / Qvist           | Квист / Qvist           | Квист / Qvist           | Квист / Qvist           | 2          |                   |                   |                         |                         |                         |                         |                         |                         |                         |                         |                         |       |
|  |            |                         |                         |                         |                         |                         |                         |                         |                         |            | Викстен / Викстен | Викстен / Викстен | Викстен / Викстен       | Викстен / Викстен       | Викстен / Викстен       | Викстен / Викстен       | Викстен / Викстен       | Викстен / Викстен       | Викстен / Викстен       | 3                       |                         |       |
|  |            |                         |                         |                         |                         |                         |                         |                         |                         |            | Викстен / Викстен | Викстен / Викстен | Викстен / Викстен       | Викстен / Викстен       | Викстен / Викстен       | Викстен / Викстен       | Викстен / Викстен       | Викстен / Викстен       | Викстен / Викстен       | 3                       |                         |       |
|  |            |                         |                         |                         |                         |                         |                         |                         |                         |            |                   |                   | Хольтерман / Хольтерман | Хольтерман / Хольтерман | Хольтерман / Хольтерман | Хольтерман / Хольтерман | Хольтерман / Хольтерман | Хольтерман / Хольтерман | Хольтерман / Хольтерман | Хольтерман / Хольтерман | Хольтерман / Хольтерман | 8     |
|  | B-1        | Schmidt / Schmidt       | Schmidt / Schmidt       | Schmidt / Schmidt       | Schmidt / Schmidt       | Schmidt / Schmidt       | Schmidt / Schmidt       | Schmidt / Schmidt       | Schmidt / Schmidt       | 3          |                   |                   | Хольтерман / Хольтерман | Хольтерман / Хольтерман | Хольтерман / Хольтерман | Хольтерман / Хольтерман | Хольтерман / Хольтерман | Хольтерман / Хольтерман | Хольтерман / Хольтерман | Хольтерман / Хольтерман | Хольтерман / Хольтерман | 8     |
|  | B-1        | Schmidt / Schmidt       | Schmidt / Schmidt       | Schmidt / Schmidt       | Schmidt / Schmidt       | Schmidt / Schmidt       | Schmidt / Schmidt       | Schmidt / Schmidt       | Schmidt / Schmidt       | 3          |                   |                   |                         |                         |                         |                         |                         |                         |                         |                         |                         |       |
|  | A-2        | Хольтерман / Хольтерман | Хольтерман / Хольтерман | Хольтерман / Хольтерман | Хольтерман / Хольтерман | Хольтерман / Хольтерман | Хольтерман / Хольтерман | Хольтерман / Хольтерман | Хольтерман / Хольтерман | 12         |                   |                   |                         |                         |                         |                         |                         |                         |                         |                         |                         |       |
|  | A-2        | Хольтерман / Хольтерман | Хольтерман / Хольтерман | Хольтерман / Хольтерман | Хольтерман / Хольтерман | Хольтерман / Хольтерман | Хольтерман / Хольтерман | Хольтерман / Хольтерман | Хольтерман / Хольтерман | 12         |                   |                   |                         |                         |                         |                         |                         |                         |                         |                         |                         |       |
|  |            |                         |                         |                         |                         |                         |                         |                         |                         |            |                   |                   | Матч за 3-е место       |                         |                         |                         |                         |                         |                         |                         |                         |       |
|  |            |                         |                         |                         |                         |                         |                         |                         |                         |            |                   |                   |                         |                         |                         |                         |                         |                         |                         |                         |                         |       |
|  |            |                         |                         |                         |                         |                         |                         |                         |                         |            |                   |                   |                         |                         |                         |                         |                         |                         |                         |                         |                         |       |
|  |            |                         |                         |                         |                         |                         |                         |                         |                         |            |                   |                   |                         |                         |                         |                         |                         |                         |                         |                         |                         |       |
|  |            |                         |                         |                         |                         |                         |                         |                         |                         |            |                   |                   | Квист / Qvist           | Квист / Qvist           | Квист / Qvist           | Квист / Qvist           | Квист / Qvist           | Квист / Qvist           | Квист / Qvist           | Квист / Qvist           | Квист / Qvist           | 4     |
|  |            |                         |                         |                         |                         |                         |                         |                         |                         |            |                   |                   | Квист / Qvist           | Квист / Qvist           | Квист / Qvist           | Квист / Qvist           | Квист / Qvist           | Квист / Qvist           | Квист / Qvist           | Квист / Qvist           | Квист / Qvist           | 4     |
|  |            |                         |                         |                         |                         |                         |                         |                         |                         |            |                   |                   | Schmidt / Schmidt       | Schmidt / Schmidt       | Schmidt / Schmidt       | Schmidt / Schmidt       | Schmidt / Schmidt       | Schmidt / Schmidt       | Schmidt / Schmidt       | Schmidt / Schmidt       | Schmidt / Schmidt       | 11    |
|  |            |                         |                         |                         |                         |                         |                         |                         |                         |            |                   |                   | Schmidt / Schmidt       | Schmidt / Schmidt       | Schmidt / Schmidt       | Schmidt / Schmidt       | Schmidt / Schmidt       | Schmidt / Schmidt       | Schmidt / Schmidt       | Schmidt / Schmidt       | Schmidt / Schmidt       | 11    |

Полуфиналы. 9 февраля, 16:00
| Площадка A        | 1 | 2 | 3 | 4 | 5 | 6 | 7 | 8 | Всего |
| Викстен / Викстен | 2 | 1 | 0 | 3 | 2 | 1 | X | X | 9     |
| Квист / Qvist     | 0 | 0 | 2 | 0 | 0 | 0 | X | X | 2     |

| Площадка B              | 1 | 2 | 3 | 4 | 5 | 6 | 7 | 8 | Всего |
| Хольтерман / Хольтерман | 0 | 3 | 0 | 3 | 1 | 5 | X | X | 12    |
| Schmidt / Schmidt       | 1 | 0 | 2 | 0 | 0 | 0 | X | X | 3     |

Матч за 3-е место. 9 февраля, 20:00
| Площадка B        | 1 | 2 | 3 | 4 | 5 | 6 | 7 | 8 | Всего |
| Квист / Qvist     | 0 | 0 | 0 | 2 | 0 | 2 | X | X | 4     |
| Schmidt / Schmidt | 2 | 2 | 2 | 0 | 5 | 0 | X | X | 11    |

Финал. 9 февраля, 20:00
| Площадка A              | 1 | 2 | 3 | 4 | 5 | 6 | 7 | 8 | Всего |
| Викстен / Викстен       | 0 | 1 | 0 | 0 | 0 | 2 | 0 | 0 | 3     |
| Хольтерман / Хольтерман | 2 | 0 | 1 | 1 | 2 | 0 | 1 | 1 | 8     |

## Итоговая классификация
| Место | Команда                              | И | В | П | МГ | DSC, см |
| ----- | ------------------------------------ | - | - | - | -- | ------- |
| 1     | Ясмин Хольтерман / Хенрик Хольтерман | 6 | 5 | 1 |    |         |
| 2     | Натали Викстен / Каспер Викстен      | 6 | 4 | 2 |    |         |
| 3     | Katrine Schmidt / Jacob Schmidt      | 6 | 4 | 2 |    |         |
| 4     | Габриэлла Квист / Alexander Qvist    | 6 | 3 | 3 |    |         |
| 5     | Ninne Vilandt / Nikki Jensen         | 4 | 3 | 1 | 3  | 72,06   |
| 6     | Signe Schack / Тобиас Туне           | 4 | 3 | 1 | 3  | 93,89   |
| 7     | Rasmussen / Goldbeck                 | 4 | 1 | 3 | 4  | 70,50   |
| 8     | Jurlander / Jurlander                | 4 | 1 | 3 | 4  | 87,31   |
| 9     | Mona Jensen / Morten Berger          | 4 | 0 | 4 | 5  | 63,13   |
| 10    | Nielsen / Jackholm                   | 4 | 0 | 4 | 5  | 98,66   |